# Pontarion
Pontarion est une commune française située dans le département de la Creuse en région Nouvelle-Aquitaine.

## Géographie
La commune de Pontarion est située sur la route départementale D941 reliant Bourganeuf à Aubusson au carrefour avec la route départementale D33 venant de Guéret, elle est traversée par le Thaurion.
|         | Sardent    |                          |
| Thauron | Pontarion  | Saint-Hilaire-le-Château |
|         | Soubrebost |                          |

### Climat
Pour des articles plus généraux, voir Climat de la Nouvelle-Aquitaine et Climat de la Creuse.
Historiquement, la commune est exposée à un climat montagnard.  
En 2020, Météo-France publie une typologie des climats de la France métropolitaine dans laquelle la commune est exposée à un climat de montagne et est dans la région climatique  Ouest et nord-ouest du Massif Central, caractérisée par une pluviométrie annuelle de 900 à 1 500 mm, maximale en automne et en hiver.
Pour la période 1971-2000, la température annuelle moyenne est de 10,4 °C, avec  une amplitude thermique annuelle de 14,8 °C. Le cumul annuel moyen de précipitations est de 1 123 mm, avec 13,2 jours de précipitations en janvier et 8,2 jours en juillet. Pour la période 1991-2020, la température moyenne annuelle observée sur la station météorologique installée sur la commune est de 10,5 °C et le cumul annuel moyen de précipitations est de 1 155,8 mm. Pour l'avenir, les paramètres climatiques de la commune estimés pour 2050 selon différents scénarios d’émission de gaz à effet de serre sont consultables sur un site dédié publié par Météo-France en novembre 2022.
| Mois                                  | jan.           | fév.           | mars           | avril         | mai           | juin          | jui.          | août           | sep.          | oct.            | nov.             | déc.           | année      |
| ------------------------------------- | -------------- | -------------- | -------------- | ------------- | ------------- | ------------- | ------------- | -------------- | ------------- | --------------- | ---------------- | -------------- | ---------- |
| Température minimale moyenne (°C)     | −0,3           | −0,9           | 0,9            | 3,3           | 6,6           | 10,2          | 11,5          | 11             | 7,7           | 5,9             | 2,2              | 0,1            | 4,8        |
| Température moyenne (°C)              | 3,4            | 3,7            | 6,6            | 9,4           | 12,9          | 16,7          | 18,2          | 18             | 14,6          | 11,5            | 6,7              | 4,1            | 10,5       |
| Température maximale moyenne (°C)     | 7,2            | 8,3            | 12,3           | 15,5          | 19,1          | 23,1          | 24,9          | 25             | 21,4          | 17              | 11,1             | 8,1            | 16,1       |
| Record de froid (°C) date du record   | −14,7 27.01.07 | −21,5 06.02.12 | −17,3 01.03.05 | −7,4 08.04.21 | −2,7 03.05.21 | 0,5 03.06.06  | 2,6 17.07.00  | 0,9 29.08.1998 | −2 25.09.02   | −7,1 31.10.1997 | −13,1 24.11.1998 | −13,4 04.12.10 | −21,5 2012 |
| Record de chaleur (°C) date du record | 21,5 28.01.24  | 25 27.02.19    | 25,4 31.03.21  | 29,8 30.04.05 | 31,7 27.05.05 | 37,4 18.06.22 | 38,8 23.07.19 | 39 18.08.12    | 35,9 04.09.23 | 32,2 08.10.23   | 25,3 08.11.15    | 20,2 17.12.15  | 39 2012    |
| Précipitations (mm)                   | 106,1          | 90,1           | 90,5           | 104,5         | 107,8         | 85,8          | 75,8          | 74,7           | 87            | 99,3            | 112,7            | 121,5          | 1 155,8    |

## Urbanisme

### Typologie
Au 1er janvier 2024, Pontarion est catégorisée commune rurale à habitat dispersé, selon la nouvelle grille communale de densité à 7 niveaux définie par l'Insee en 2022.
Elle est située hors unité urbaine. Par ailleurs la commune fait partie de l'aire d'attraction de Guéret, dont elle est une commune de la couronne,. Cette aire, qui regroupe 72 communes, est catégorisée dans les aires de moins de 50 000 habitants,.

### Occupation des sols
L'occupation des sols de la commune, telle qu'elle ressort de la base de données européenne d’occupation biophysique des sols Corine Land Cover (CLC), est marquée par l'importance des territoires agricoles (57,2 % en 2018), une proportion sensiblement équivalente à celle de 1990 (57,6 %). La répartition détaillée en 2018 est la suivante : 
prairies (41,5 %), forêts (32,7 %), zones agricoles hétérogènes (15,7 %), zones urbanisées (10,1 %). L'évolution de l’occupation des sols de la commune et de ses infrastructures peut être observée sur les différentes représentations cartographiques du territoire : la carte de Cassini (XVIIIe siècle), la carte d'état-major (1820-1866) et les cartes ou photos aériennes de l'IGN pour la période actuelle (1950 à aujourd'hui).

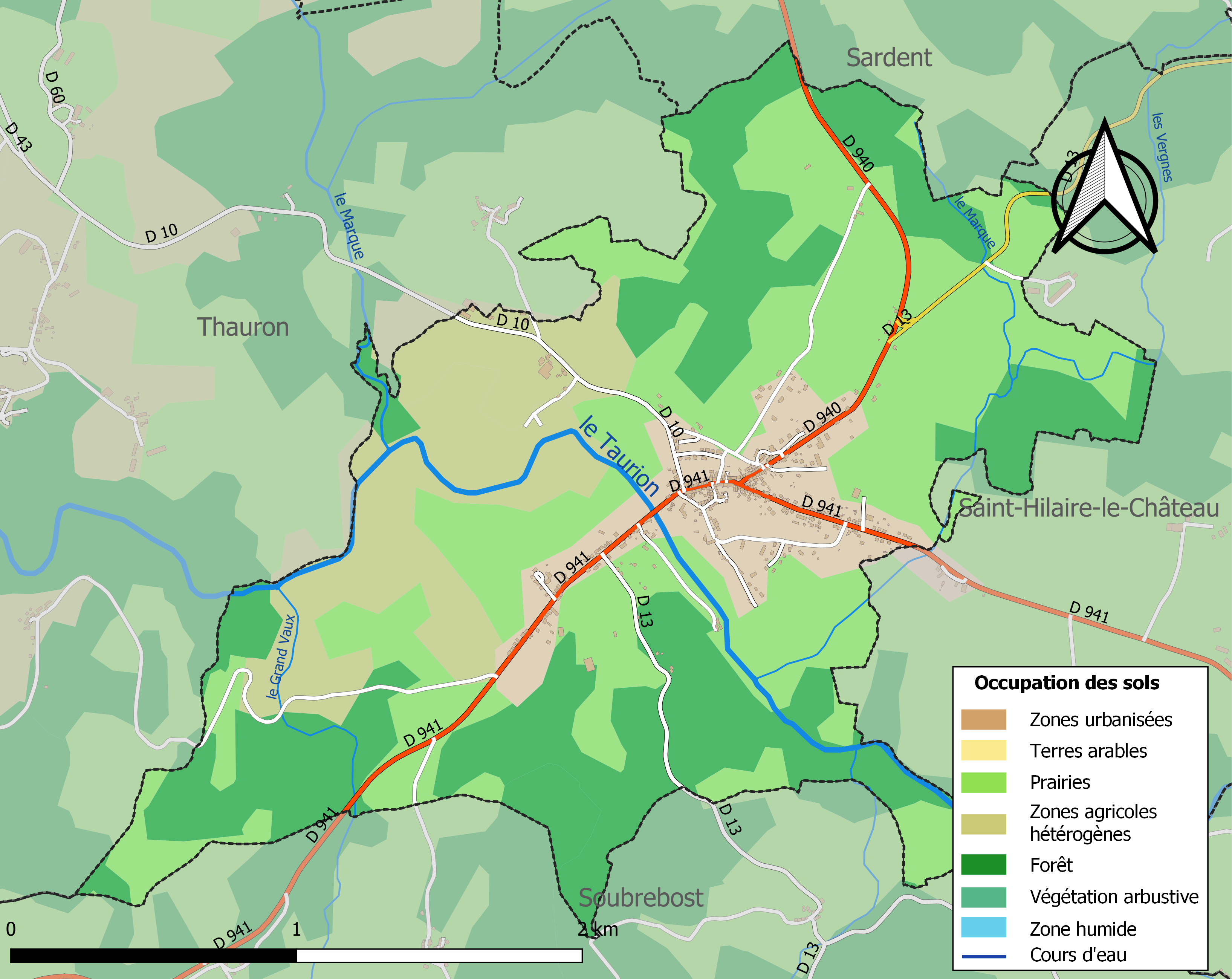
Carte des infrastructures et de l'occupation des sols de la commune en 2018 (CLC).

#### Transport routier
- Réseau TransCreuse

### Risques majeurs
Le territoire de la commune de Pontarion est vulnérable à différents aléas naturels : météorologiques (tempête, orage, neige, grand froid, canicule ou sécheresse), inondations et séisme (sismicité faible). Il est également exposé à un risque technologique, la rupture d'un barrage, et à un risque particulier : le risque de radon. Un site publié par le BRGM permet d'évaluer simplement et rapidement les risques d'un bien localisé soit par son adresse soit par le numéro de sa parcelle.

#### Risques naturels
Certaines parties du territoire communal sont susceptibles d’être affectées par le risque d’inondation par débordement de cours d'eau, notamment le Taurion. La commune a été reconnue en état de catastrophe naturelle au titre des dommages causés par les inondations et coulées de boue survenues en 1982 et 1999,.

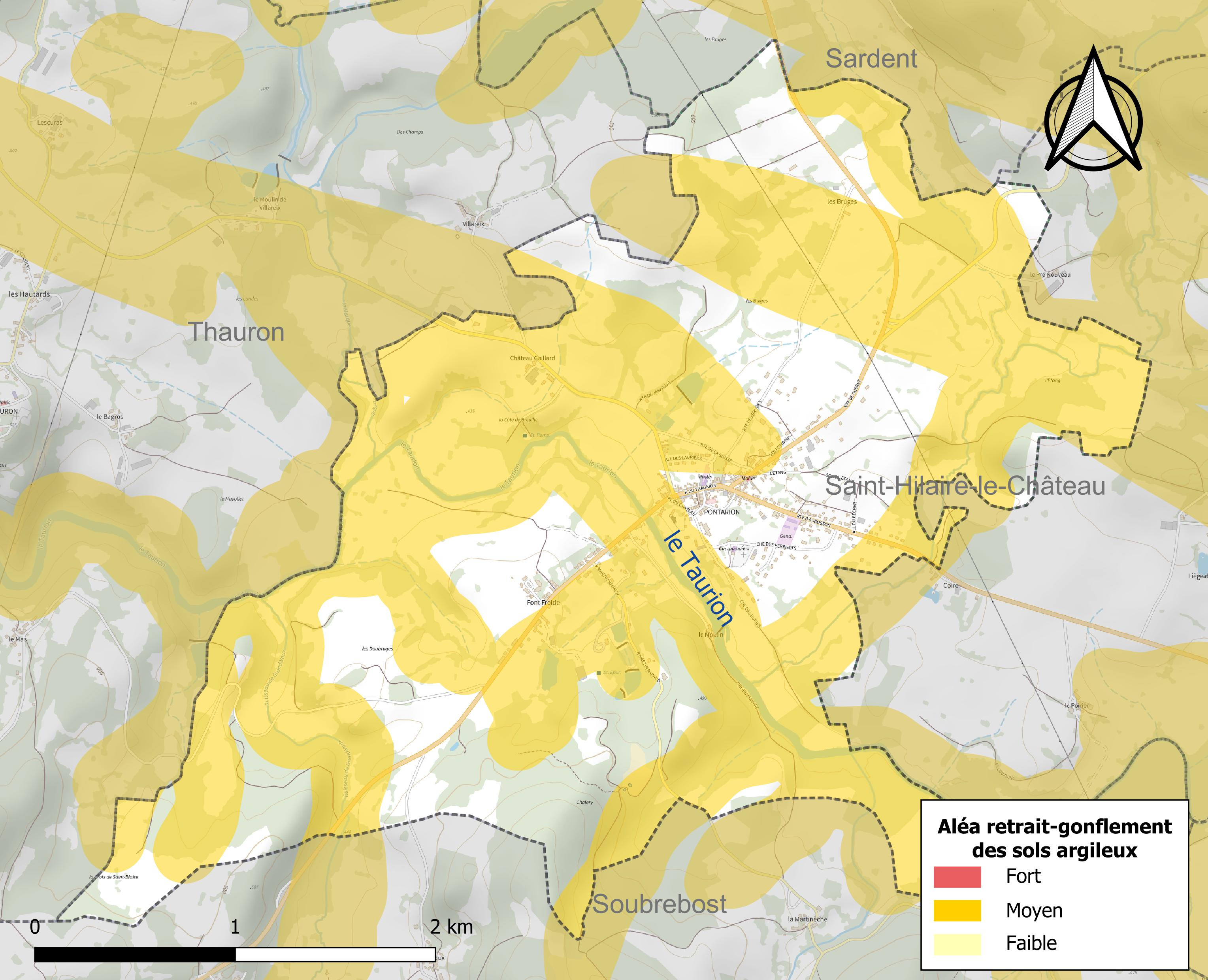
Carte des zones d'aléa retrait-gonflement des sols argileux de Pontarion.

Le retrait-gonflement des sols argileux est susceptible d'engendrer des dommages importants aux bâtiments en cas d’alternance de périodes de sécheresse et de pluie. 67,8 % de la superficie communale est en aléa moyen ou fort (33,6 % au niveau départemental et 48,5 % au niveau national). Sur les 245 bâtiments dénombrés sur la commune en 2019, 96 sont en aléa moyen ou fort, soit 39 %, à comparer aux 25 % au niveau départemental et 54 % au niveau national. Une cartographie de l'exposition du territoire national au retrait gonflement des sols argileux est disponible sur le site du BRGM,.
Par ailleurs, afin de mieux appréhender le risque d’affaissement de terrain, l'inventaire national des cavités souterraines permet de localiser celles situées sur la commune.
Concernant les mouvements de terrains, la commune a été reconnue en état de catastrophe naturelle au titre des dommages causés par des mouvements de terrain en 1999.

#### Risques technologiques
La commune est en outre située en aval du  barrage de Lavaud-Gelade, un ouvrage sur le Taurion de classe A soumis à PPI, disposant d'une retenue de 17,4 millions de mètres cubes. À ce titre elle est susceptible d’être touchée par l’onde de submersion consécutive à la rupture de cet ouvrage.

#### Risque particulier
Dans plusieurs parties du territoire national, le radon, accumulé dans certains logements ou autres locaux, peut constituer une source significative d’exposition de la population aux rayonnements ionisants. Certaines communes du département sont concernées par le risque radon à un niveau plus ou moins élevé. Selon la classification de 2018, la commune de Pontarion est classée en zone 3, à savoir zone à potentiel radon significatif.

## Toponymie
Les formes anciennes du nom de Pontarion indiquent Riom en 1209, Ponte Ariom en 1229. Le nom de Pontarion ne signifie donc pas "pont sur le Taurion" mais "Pont à Riom". On retrouve donc le radical Riom dérivé du gaulois Rico-magos signifiant le « marché du roi ».
Pont a Riòm en limousin,.

## Histoire
Les mémoires de la société des sciences naturelles et archéologiques de la Creuse donnent les informations suivantes.

### La période gallo-romaine
La toponymie, la découverte d’une importante nécropole et la présence de tuiles gallo-romaines en particulier au lieudit Fonfroide, indiquent une agglomération gallo-romaine située à un carrefour routier.
Établie au bord d'une voie à 300 m. au sud du vicus une nécropole a livré 300 sépultures à incinération. Vers le milieu du IIe siècle, les premières fosses creusées dans la roche recueillent les restes du défunt soit directement soit par l'intermédiaire d'urnes cinéraires en terre cuite. Dans la seconde moitié du IIe siècle, l'usage de coffres funéraires en granit se généralise. Le coffre, petit monument funéraire, comprend un socle creusé sur sa face supérieure, un réceptacle destiné à recevoir les cendres du défunt. Le bourrelet qui le borde permet, par le biais d'une feuillure, d'assujettir le couvercle, également en granit et de forme hémisphérique. Les sépultures les plus récentes, dans la seconde moitié du IIIe siècle, correspondent à de petites fosses peu profondes dans lesquelles quelques cendres du défunt sont déversées. Parfois, de petites pierres marquent l'emplacement de la tombe.

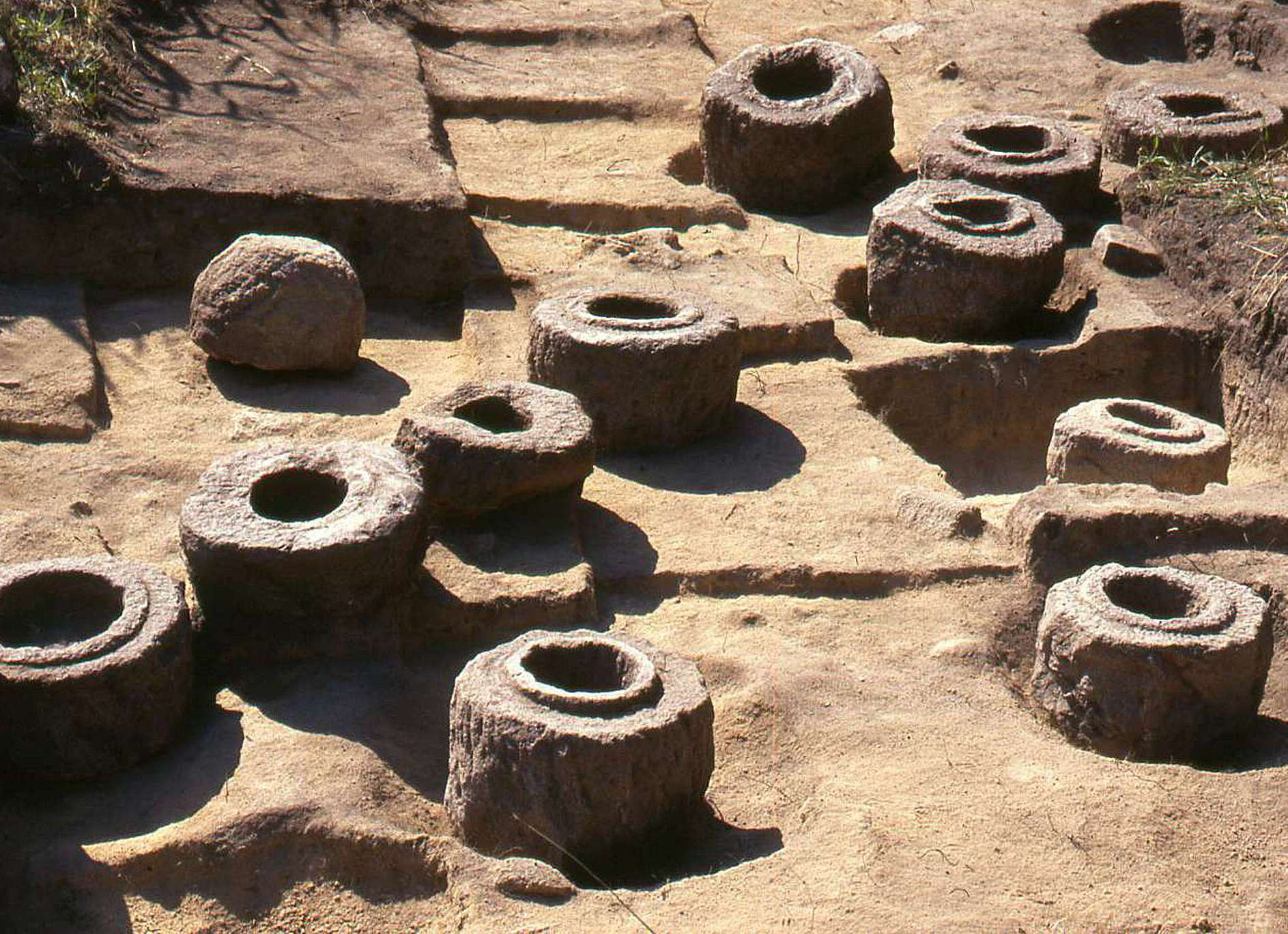
Quelques coffres funéraires.
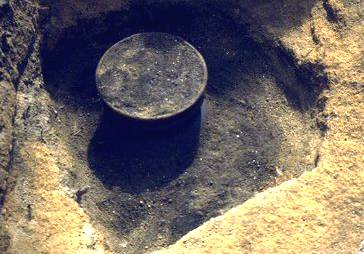
Urne cinéraire dans sa fosse.
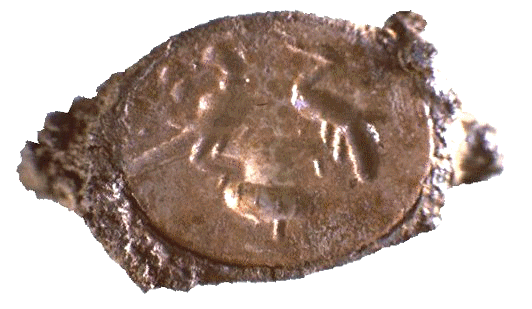
Bague avec intaille ornée de 2 oiseaux posés sur un cratère.
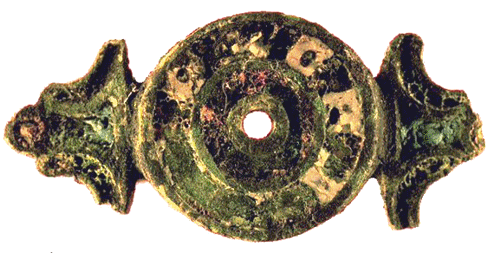
Fibule émaillée.

Les fosses les plus anciennes renferment souvent un abondant mobilier funéraire mêlé aux cendres du bûcher déversées dans la fosse. Il s'agit en général d'objets placés sur le bûcher funéraire ou portés par le défunt. À cette dernière catégorie appartiennent les bagues souvent ornées d'intailles, les épingles à cheveux en os, ou encore les accessoires du vêtement. De nombreuses sépultures ont livré des céréales, des graines de légumineuses ou des fruits carbonisés destinés à satisfaire les besoins alimentaires du mort dans l'au-delà.
Les outils, les objets domestiques ou de toilette nous renseignent également sur le sexe ou l'activité du défunt. Par exemple, une sépulture féminine renfermait une cuillère à fard en argent et des ustensiles de cuisine miniaturisés en fer (trépied et pelle de foyer, gril, chaudron, poêle à frire ...). Une autre, masculine celle-là, contenait un stylet, une lame de scie et un trousseau d'ustensiles agricoles miniaturisés (pioche, faux, croc, forces ...). La céramique, présente dans la plupart des fosses, parfois sous forme de quelques tessons, ou encore par vingt ou trente vases, constitue l'essentiel du mobilier funéraire. Les vases, brisés sur le bûcher d'incinération, appartiennent généralement à de la vaisselle de table.

### Le Moyen Âge
Pontarion était jadis une cure de l'ancien archiprêtre de Bénévent-l'Abbaye. C'est ce que l'on constate en 1376, 1391, 1469. Mais vers 1472, elle ne fut plus qu'une succursale ou annexe de la cure de Thauron. On la trouve qualifiée ainsi en 1483, 1514, etc. Il en fut de même jusqu'à la fin du XVIIIe siècle. Sa fête patronale était celle de saint Blaise, qu'on célèbre le 3 février.
Le nom de Pontarion a peu varié, mais on l'a écrit différemment selon les époques. Ainsi on trouve : Prepositus de Ponte Arion, en 1229 - Apud Pontarion, en 1242 - Villefranche de Pont Arion, vers 1259 - Castellania de Ponte-Riomi, en 1343 - Senescallus de Ponteriomi, en 1399 - Martialis de Ponte Rion, en 1447 - Annexa Pontisriomi, de 1472 à 1483 - Pontharrion, en 1543 - Pont à Ryon, en 1563 - Ponthauryon, en 1620 - Pontharryon en 1640.
L'église de Pontarion conserve les tombeaux de plusieurs seigneurs du lieu : Pierre de Chastaignat y fut inhumé en 1720 ; il avait été colonel du régiment de Charost, Chevalier de Saint Louis, etc. Son frère Charles de Chastaignat, sieur de Masléon et de Pontarion, grand prévôt du Limousin, assistait à son enterrement. Jean de Chastaignat, écuyer, seigneur de Neuvic et de Pontarion, y fut aussi inhumé en 1745, à un moment où cette église était interdite. On y trouve le tombeau d'un membre de la famille de Corbier.
Au point de vue judiciaire, ce lieu dépendait de la sénéchaussée de Montmorillon, et se régissait par la coutume du Poitou. Au point de vue administratif et financier, Pontarion, comme toute l'élection de Bourganeuf comprenant 79 collectes, appartenait à la généralité de Limoges.
Au moins deux évènements historiques se rapportent à cette contrée :
- Aimeric, évêque de Limoges (1246 - 1272), fut pris par les gens du Comte de la Marche. Le fait se produisit probablement au cours des démêlés entre ce seigneur et le prélat, au sujet des comptes et de la gestion de la Régale, dont les profits paraissaient avoir été à plusieurs reprises cédés ou donnés par le Roi au Comte. Aussitôt que les consuls de Saint-Léonard apprirent cette nouvelle, ils convoquèrent la commune, et la milice tout entière prit le chemin de Pontarion, où le prélat était retenu prisonnier. Mais le Comte de la Marche avait déjà ordonné de mettre Aimeric en liberté, et sa prison venait de s'ouvrir lorsqu'arrivèrent les troupes de Saint-Léonard[26].
- Après la bataille de Coutras en 1587, un nommé Lamorie qui faisait la guerre contre le Roi de Navarre, fut chargé à Pontarion, par Charon, gentilhomme de ce pays, réuni à quelques autres nobles de la Haute Marche et du Berry. Dans ce combat furent tués, du côté des assaillants, un honnête gentilhomme, le sieur de Saint-Priest gouverneur de Guéret, le sieur de Piégu et le sieur de Puyrageon. Au sortir de cette affaire, Lamorie et ses compagnons allèrent surprendre Chateauponsac[27].

Le château de Pontarion, qui semble être une construction du XVe siècle, se compose de murs crénelés et de bâtiments flanqués de tours rondes à mâchicoulis, bordant en partie une vaste cour.

### Les seigneurs de Pontarion
Raymond d'Aubusson, chef de la banche de la Borne, était seigneur de Pontarion en 1249, et son fils Ramulfe d'Aubusson, seigneur de la Borne, du Monteil au Vicomte, de Pontarion, etc. devint l'époux de Seguine de Pierrebuffière.
Les comtes de la Marche sont ensuite les plus anciens seigneurs connus de Pontarion. On trouve une donation des domaines de Saint-Hilaire et de Pontarion, faite par le Roi de France en 1310, à Jeanne de la Marche, sœur du comte Guy.
Ce Guy de Lusignan, comte de la Marche, possédait aussi les fiefs de Peyrat et Château et de Saint-Hilaire, qui ont été longtemps unis à celui de Pontarion.
Guy Aubert, seigneur des Monts, de la famille du pape Innocent VI, acquit en 1364, de Geoffroy de Mortemart et de Jean son fils, la terre de Peyrat et de Pontarion, moyennant 26,000 livres. Il ne paraît pas l'avoir gardée plus de quatre ans. Pierre Besse de Bellefaye prend la même qualité en 1378.
La seigneurie de Pontarion passa ensuite dans la maison de Pierrebuffière, selon toute probabilité par le mariage de Hyacinte de Besse, dame de Bellefaye, avec Jean de Pierrebuffière, vers 1390.
Louis de Pierrebuffière, fils de Jean et de Hiacinte Besse de Bellefaye, était seigneur de Peyrat et de Pontarion en 1413 et 1418.

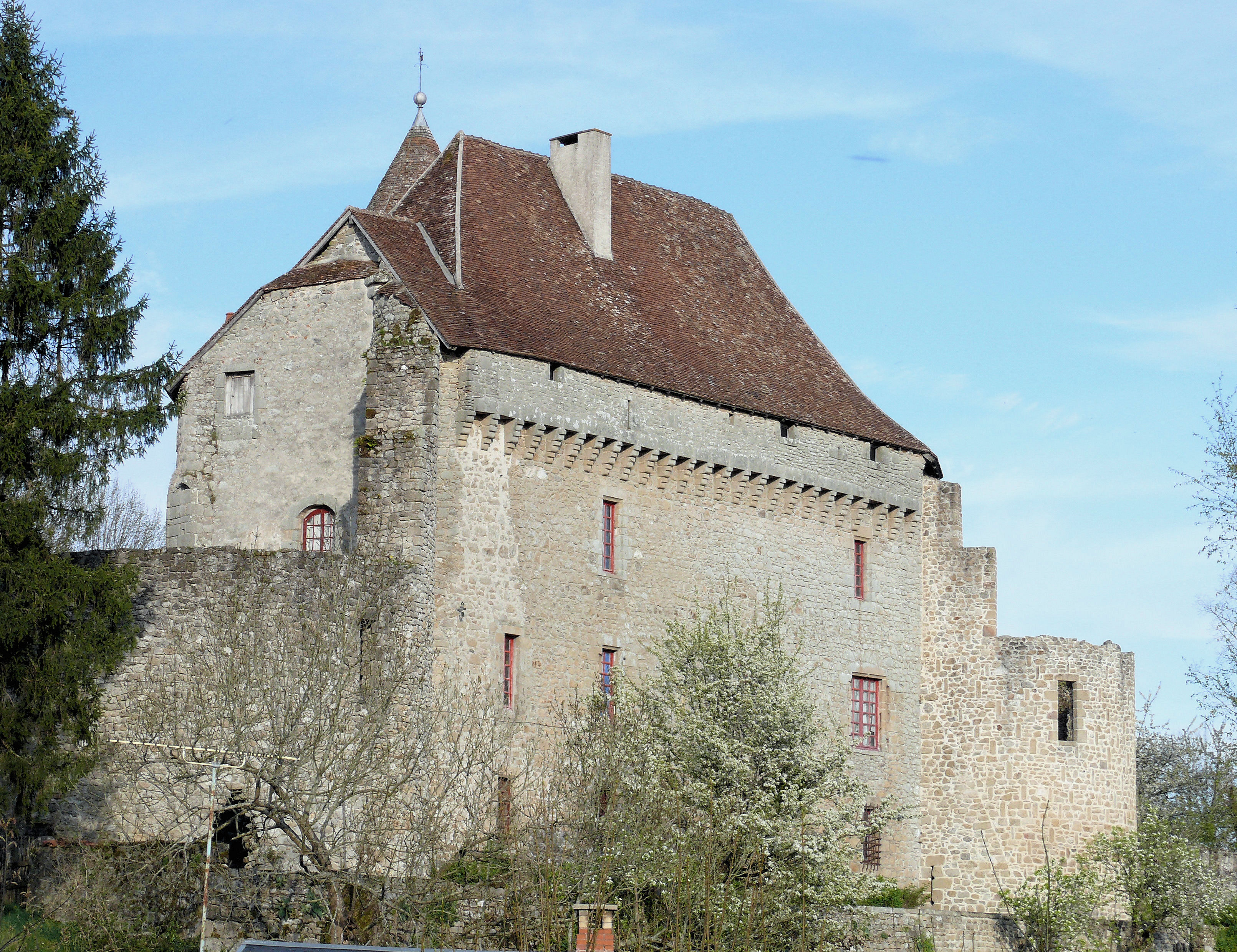
Le château du XVe siècle.

Mais une partie de cette seigneurie, qui finit cependant par revenir entièrement aux Pierrebuffière, appartint aux Aubusson : Renaud d'Aubusson, était seigneur du Monteil au Vicomte, de Pontarion en 1412 ; son fils Antoine fut le père de Jeanne d'Aubusson, dame de Pontarion qui a épousé Foucaud ou Bos de Pierrebuffière le 13 juillet 1490.
François de Pierrebuffière, frère de Foucaud, est dit seigneur de Pontarion en 1548, et son fils Jean-Geoffroy de Pierrebuffière, porte ce titre en 1569. Philippe de Pierrebuffière, fils de ce dernier, est encore seigneur de Pontarion en 1582.
C'est vers cette époque que cette terre change de maîtres : vente de la terre de Pontarion, distraite de Peyrat en 1570, au chapitre de Saint-Étienne de Limoges, par le Baron Peyrat de Pierrebuffière. Par acte du 2 mars 1608, une dame de Pierrebuffière (sans doute Anne de Pons, veuve en premières noces de Philippe de Pierrebuffière, et en second mariage d'Abel de Pierrebuffière), vendit la seigneurie de Pontarion à Messire Jean du Chemin.
Ce dernier, originaire de Treignac, était évêque de Condom lorsqu’il acheta Pontarion. Il mourut en 1616, et laissa, par son testament du 1er décembre 1615, à son neveu Théophile du Chemin. Ce dernier céda, en 1618, une partie de la succession de son oncle l'évêque de Condom, en faveur du mariage de son frère Antoine, Baron de Lauraët et de Puygordin, avec Françoise de Gélas.
De la famille du Chemin, la seigneurie de Pontarion passa, probablement par succession ou mariage, dans les mains de Biran d'Armagnac, comte de Goas, car en 1655 il fut consenti, en faveur de Messire Louis de Biran d'Armagnac, différentes reconnaissances tirées du Terrier de Pontarion. Jean de Biran d'Armagnac, comte de Goas, le vendit en 1719 à Jean et Joseph de Chastagnac.
À partir du XVIIIe siècle, l’ancienne route de Limoges à Lyon passant par Felletin et Pontcharraud est détournée par Bourganeuf et Aubusson, cette ville par sa manufacture de tapisseries détournant progressivement le flux commercial. Pontcharraud eut la chance de se trouver sur le nouvel itinéraire (contradictoire avec ce qui est écrit sur l'article Pontcharraud qui cite le même article à la même page, improbable d'après la carte).
Jean de Chastagnac, seigneur de Neuvic, et Joseph, sieur de Masléon, achetèrent la terre et la baronnie de Pontarion à Jean d'Armagnac, par acte passé le 14 octobre 1719 devant Étienne, notaire à Limoges, moyennant 100 000 livres. Marie de Chastagnac les porta à son mari en 1743.
Jean-Michel de Corbier épousa par contrat passé au château de Pontarion, le 8 mars 1743, Marie de Chastagnac, fille unique et héritière de messire Jean de Chastagnac, qui lui porta la terre et la baronnie de Pontarion. cette famille les a conservées, sauf quelques démembrements, jusqu'en 1836.
En 1895, le château était la propriété de Mme veuve Lavaud.

### Période contemporaine
Une tornade a créé d'importants dégats aux habitations et aux véhicules de Pontarion et de localités proches dans l'après-midi du 9 mars 2023.

## Politique et administration
| Période   | Période   | Identité        | Étiquette | Qualité                                                                      |
| --------- | --------- | --------------- | --------- | ---------------------------------------------------------------------------- |
| mars 2001 | mars 2014 | Jacky Guillon   | PS        | Conseiller Général, Vice-Président du Conseil Général, Président de la CIATE |
| mars 2014 | en cours  | Nadine Dumeynie | DVG       | Retraitée Fonction publique                                                  |

Avant le Redécoupage cantonal de 2014 Pontarion était Chef-lieu de canton du canton de Pontarion, ce canton a été supprimé et les onze communes  qui le composaient ont été transférées sur le canton d'Ahun pour dix d'entre elles, et Guéret-2 pour une (Saint-Éloi).

## Démographie
Au dernier recensement, la commune comptait 359 habitants.
| 1793 | 1800 | 1806 | 1821 | 1831 | 1836 | 1841 | 1846 | 1851 |
| ---- | ---- | ---- | ---- | ---- | ---- | ---- | ---- | ---- |
| 275  | 289  | 277  | 235  | 304  | 431  | 478  | 520  | 472  |

| 1856 | 1861 | 1866 | 1872 | 1876 | 1881 | 1886 | 1891 | 1896 |
| ---- | ---- | ---- | ---- | ---- | ---- | ---- | ---- | ---- |
| 426  | 431  | 481  | 561  | 533  | 519  | 502  | 464  | 512  |

| 1901 | 1906 | 1911 | 1921 | 1926 | 1931 | 1936 | 1946 | 1954 |
| ---- | ---- | ---- | ---- | ---- | ---- | ---- | ---- | ---- |
| 509  | 530  | 513  | 450  | 393  | 418  | 456  | 523  | 398  |

| 1962 | 1968 | 1975 | 1982 | 1990 | 1999 | 2006 | 2008 | 2013 |
| ---- | ---- | ---- | ---- | ---- | ---- | ---- | ---- | ---- |
| 418  | 419  | 388  | 374  | 350  | 379  | 362  | 357  | 364  |

| 2018 | 2022 | - | - | - | - | - | - | - |
| ---- | ---- | - | - | - | - | - | - | - |
| 365  | 359  | - | - | - | - | - | - | - |

## Culture locale et patrimoine

### Lieux et monuments
- Château de Pontarion (ne se visite pas) du XVe siècle construit pour Antoine d'Aubusson, inscrit au titre des monuments historiques en 1941[41].
- Église Saint-Blaise (XIIIe-XIVe siècle), tableau du XVIIIe siècle représentant l’Adoration des bergers. Dans l'église, 32 pierres tombales forment un dallage et sont ornées de croix, équerres, marteaux, signes de seigneurs, chevaliers, maçons ou tailleurs de pierre. L'édifice est inscrit au titre des monuments historiques en 1957[42].
- Espace pêche et nature de 4 ha qui permet une formidable balade au bord du Thaurion
- Dans le village voisin de Soubrebost, au hameau de la Martinèche : maison natale de Martin Nadaud (1815-1898) ouverte au public depuis le 1er juillet 2010[43].

### Cartes postales anciennes

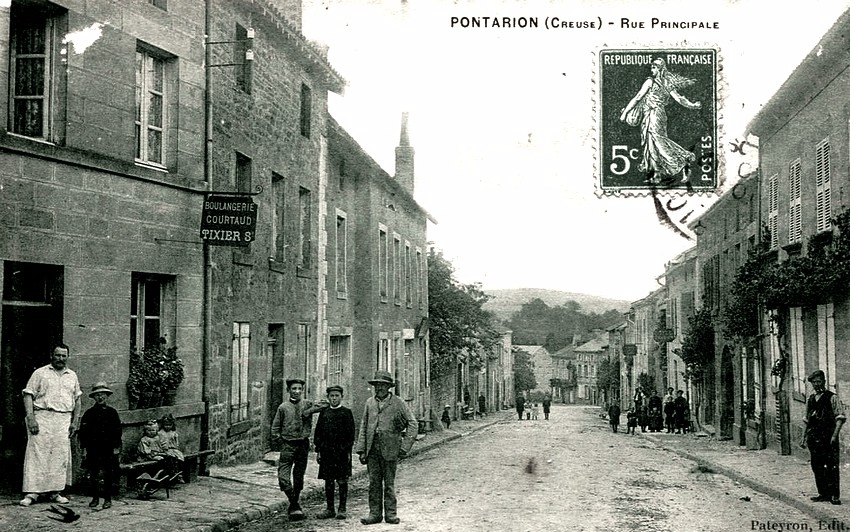
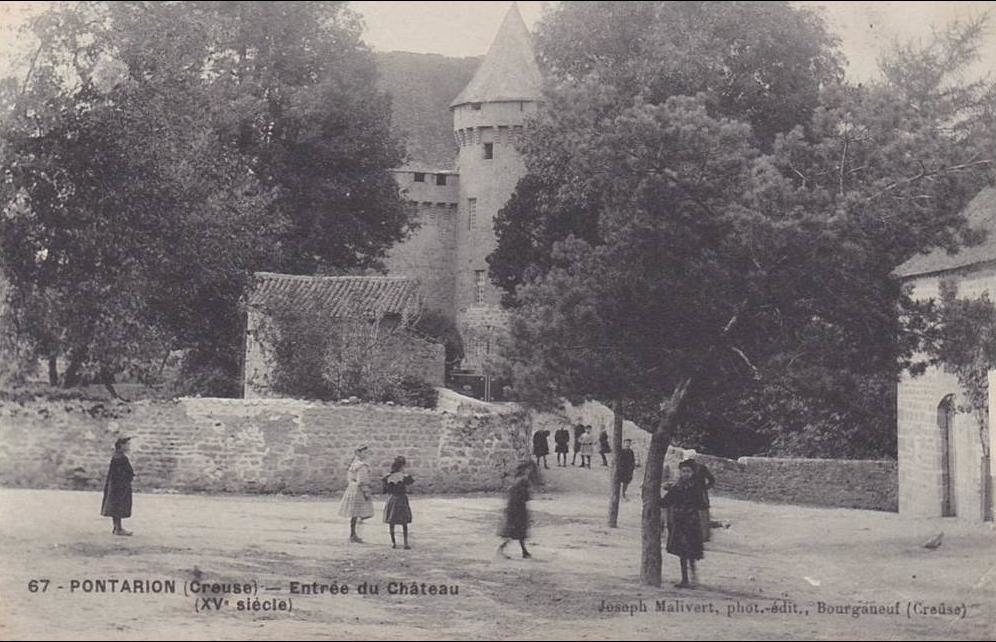
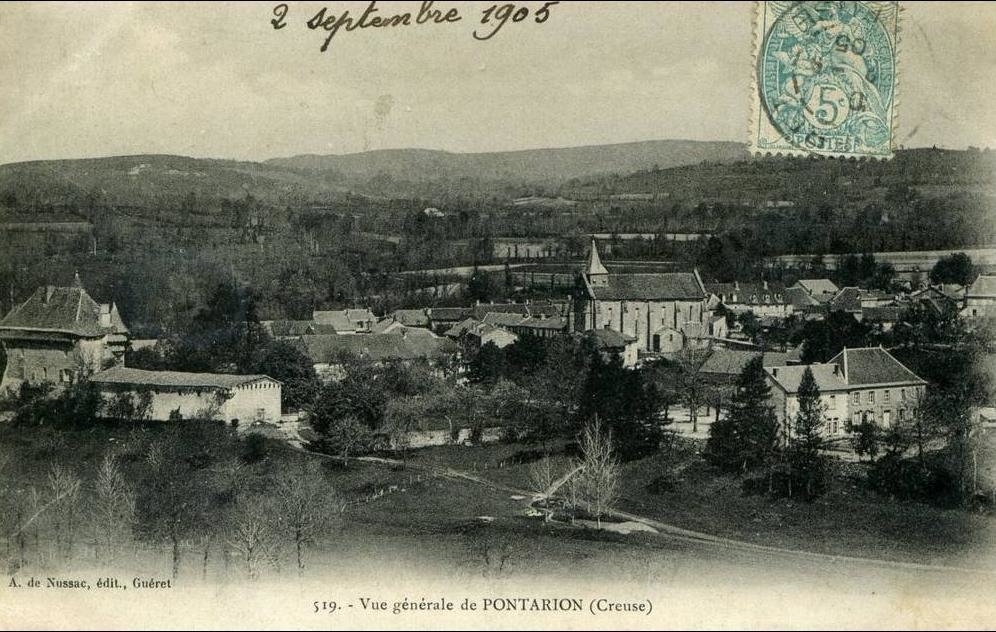
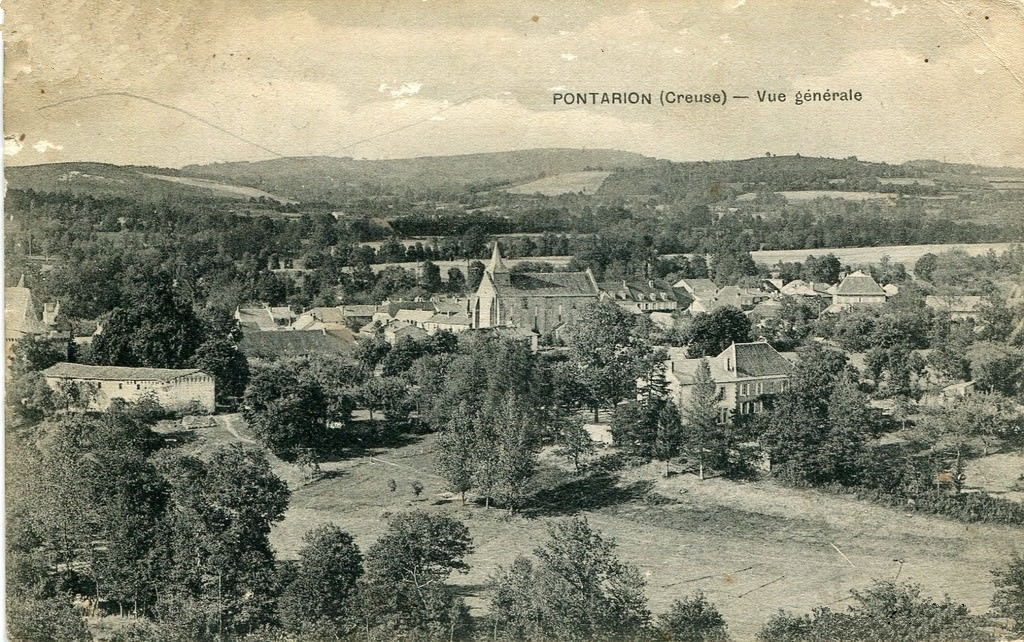
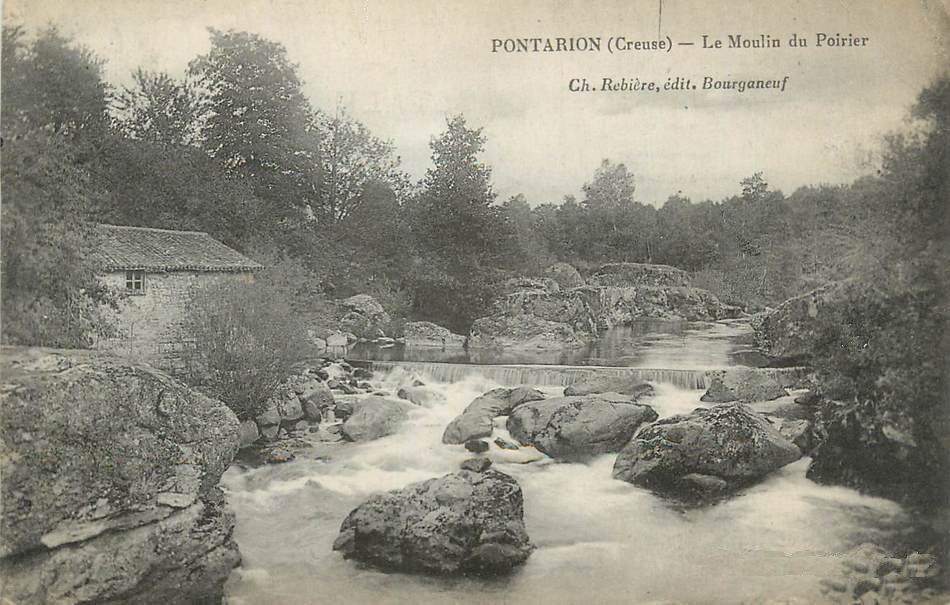
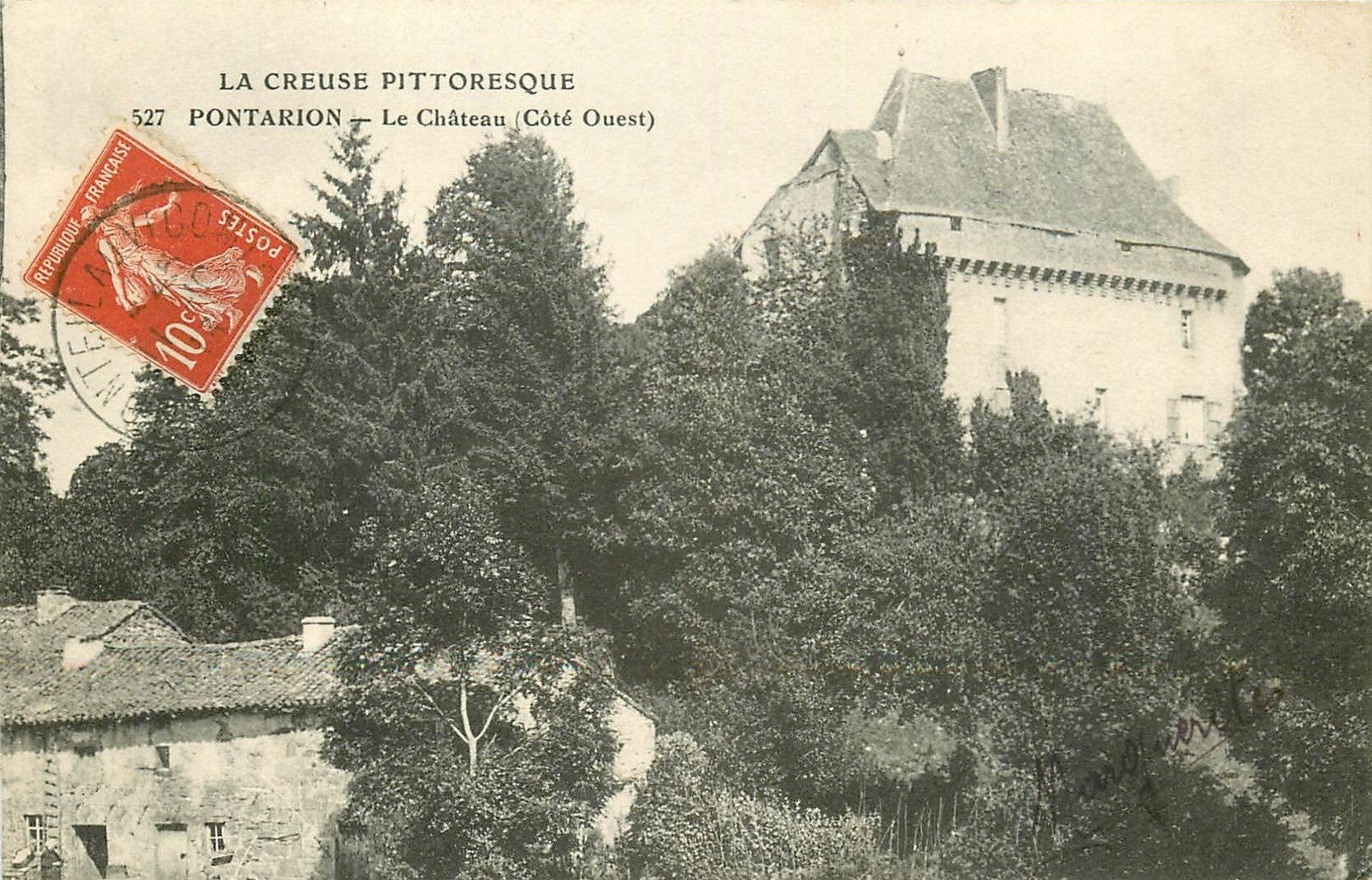

### Personnalités liées à la commune
- Sylvie Granotier (1951), actrice et romancière.